# Dresden-Neustadt (stacja kolejowa)
Bahnhof Dresden-Neustadt – stacja kolejowa w Dreźnie, w Saksonii, druga co do wielkości po Dresden Hauptbahnhof. Przez stacją przejeżdża dziennie około 500 pociągów.

## Galeria

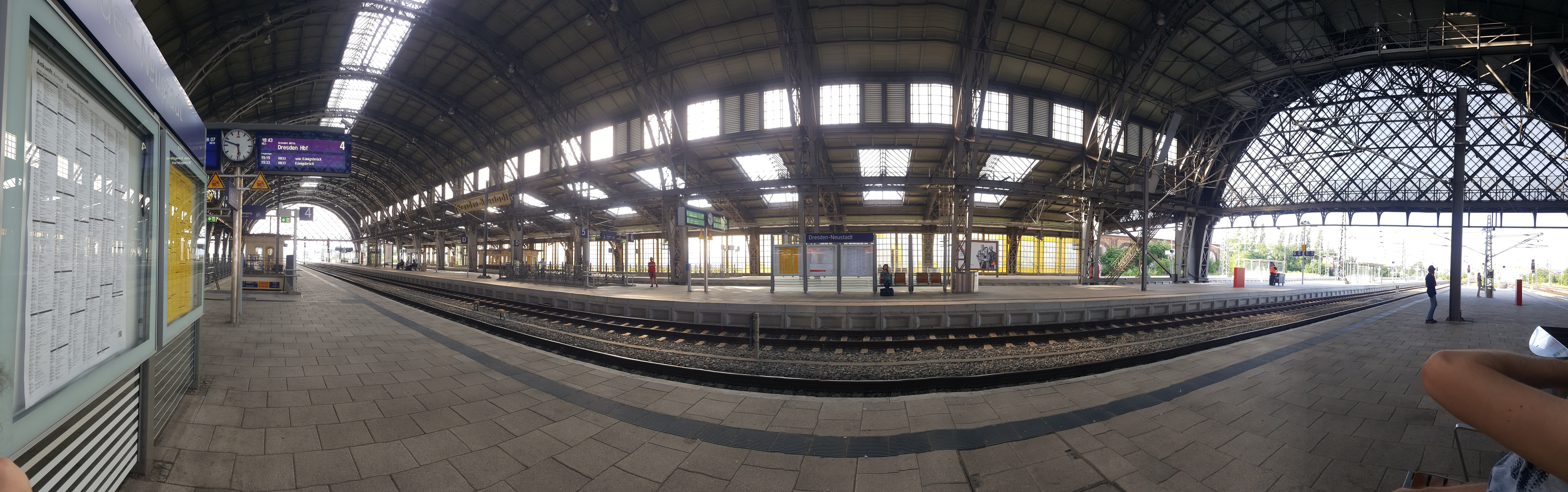
Widok na perony z toru czwartego
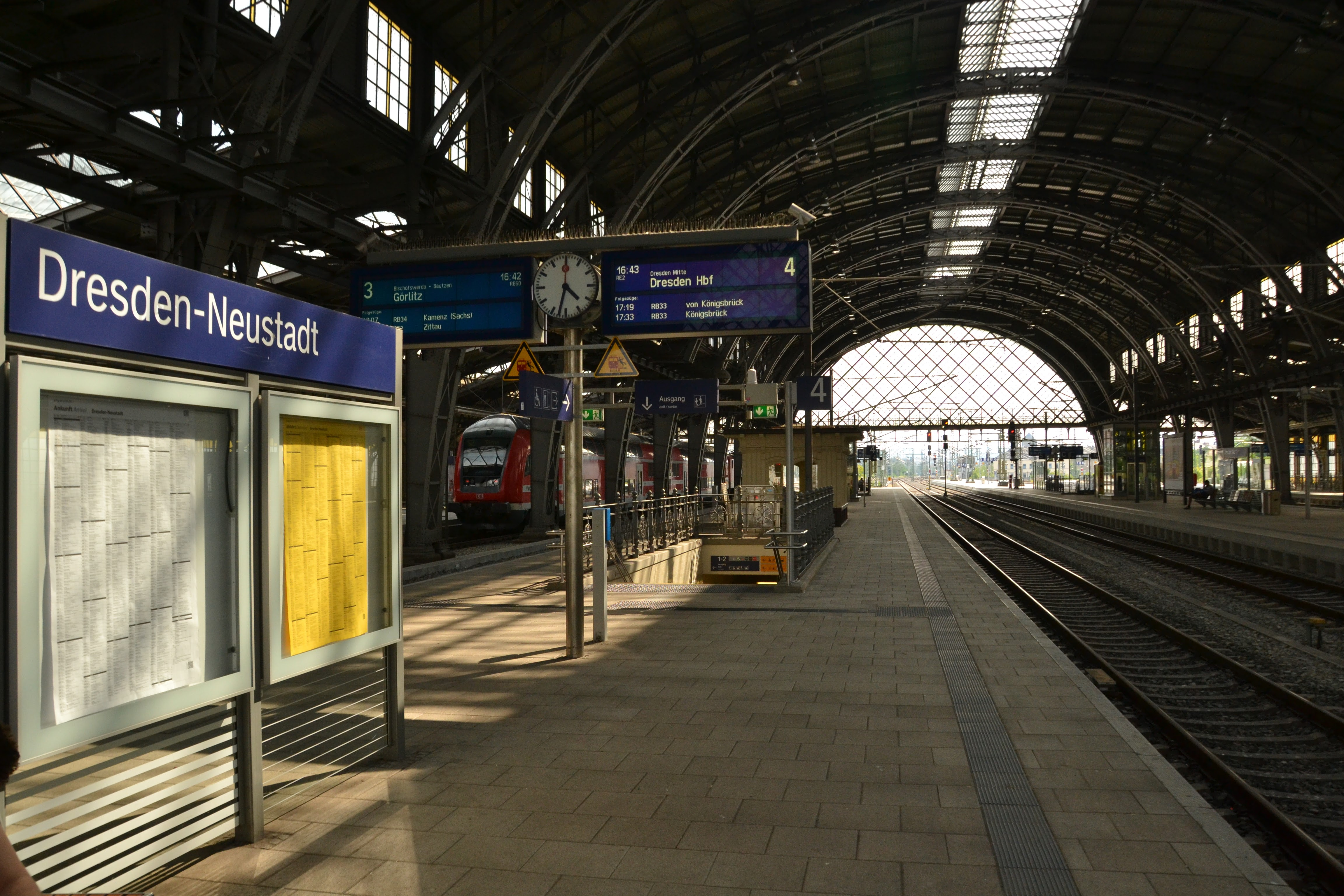
Tor czwarty
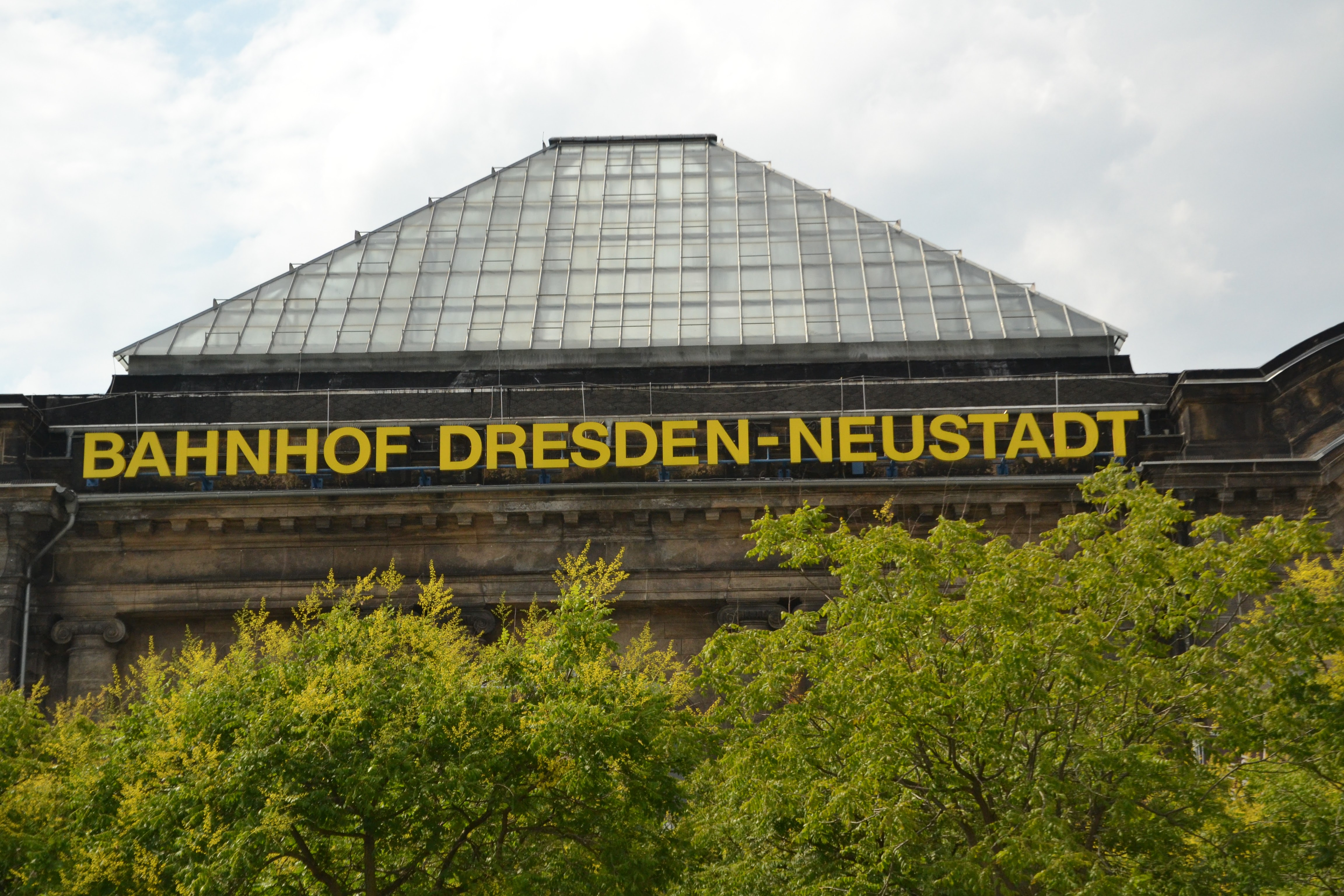
Widok na fasadę dworca od strony Schlesischer Platz